# Серпоклювая ванга
Серпоклювая ванга (лат. Falculea palliata) — вид воробьиных птиц из семейства ванговых (Vangidae), единственный в одноимённом роде (Hypositta).
Длина тела составляет 32 см, масса — от 106 до 119 г. Голова и туловище белые, крылья и хвост чёрные. Клюв длинный и серповидный, как у удода. 
Эндемик Мадагаскара, где обитает на западной стороне острова на высоте от 0 до 900 метров над уровнем моря. Серпоклювую вангу часто можно увидеть в саваннах и полупустынях острова. Вид не мигрирующий.
Питается насекомыми, используя свой изогнутый клюв, чтобы извлекать их из отверстий в древесине.
Гнездо является нетипичным для семейства, так как состоит из большого количества веток. Его диаметр составляет 30—40 см, расположено на высоте 9—16 метров от земли в развилке дерева. Внутри гнездо выстилается более тонким материалом. Строят гнездо обе птицы, но больше самка. В кладке 3—4 яйца кремово-белого цвета с крапинками. Обе птицы насиживают кладку, и участвуют в выкармливании птенцов, но, как и при строительстве гнезда, самки принимают большее участие, чем самцы. Инкубационный период длится от 16 до 18 дней, птенцы оперяются через 19—23 дня.